# Udo Recker
Udo Recker (* 20. März 1967 in Linnich) ist ein deutscher Mittelalterarchäologe und Landesarchäologe des Bundeslandes Hessen.

## Leben
Udo Recker leistete 1988/89 Zivildienst beim Rheinischen Amt für Bodendenkmalpflege (heute: LVR-Amt für Bodendenkmalpflege im Rheinland), Außenstelle Niederzier-Hambach (heute: Außenstelle Titz). Er nahm in dieser Zeit an verschiedenen archäologischen Ausgrabungen im Rheinischen Braunkohlerevier teil. Nach Ableistung des Zivildienstes studierte er Vor- und Frühgeschichte, Historische Geographie und Volkskunde an der Rheinischen Friedrich-Wilhelms-Universität Bonn und an der Johannes Gutenberg Universität Mainz. Zwischen 1991 und 1996 war er an Grabungen der Kommission für Allgemeine und Vergleichende Archäologie (KAVA) des Deutschen Archäologischen Instituts (DAI) in Sri Lanka beteiligt. Unter der Leitung von Klaus Kilian arbeitete er zunächst in Pidurangala, Central Province, dann bis 1993 unter Hans-Joachim Weißhaar in Tissamaharama, Southern Province. 1994 übernahm er unter Helmut Roth die örtliche Leitung eines Gemeinschaftsprojekts der KAVA und des Instituts für Vor- und Frühgeschichtliche Archäologie der Universität Bonn in Godavaya, Southern Province. Mit Abschluss der Frühjahrskampagne 1996 legte er die Projektleitung nieder.
Recker fertigte parallel dazu 1995 seine Magisterarbeit an, die sich schwerpunktmäßig mit der chronologischen und stilistischen Analyse rheinischer Keramik des Mittelalters und der Frühen Neuzeit aus einer Siedlungsgrabung in Lohn, Stadt Eschweiler, Städteregion Aachen, befasste. Die Arbeit wurde durch die Stiftung zur Förderung der Archäologie im rheinischen Braunkohlenrevier finanziell unterstützt. Darauf aufbauend förderte die Stiftung in der Folge auch ein dreijähriges Aufarbeitungsprojekt zum ehemaligen Kirchspiel Lohn an der Universität Bonn. Als einer von insgesamt drei Bearbeitern legte Recker das Ergebnis seiner Untersuchungen als Dissertation vor und wurde mit der Arbeit „Das mittelalterliche Kirchspiel Lohn. Studien zu den archäologischen und archivalischen Hinterlassenschaften des Hauptortes Lohn“ 1999 bei Helmut Roth promoviert.
Im selben Jahr wechselte Recker von der Universität Bonn an das Westfälische Museum für Archäologie / Amt für Bodendenkmalpflege in Münster, wo er im Fachreferat Archäologie des Mittelalters und der Neuzeit ein Volontariat antrat. Von 2000 bis 2002 war Recker Abteilungsleiter Archäologie und stellvertretender Direktor des Instituts der Kommission für Archäologische Landesforschung in Hessen mit Sitz in Wiesbaden. Mit der Eingliederung des Instituts der Kommission für Archäologische Landesforschung in Hessen in die Abteilung Archäologische und Paläontologische Denkmalpflege des Landesamts für Denkmalpflege Hessen im Jahr 2003 übernahm Recker als Bezirksarchäologe die Zuständigkeit für die Stadt und den Landkreis Gießen, die Städte Bad Homburg v. d. Höhe, Oberursel und den Hochtaunuskreis sowie den Main-Taunus-Kreis. Seit 2012 war er stellvertretender Landesarchäologe des Landes Hessen und leitete nach der Frühpensionierung von Egon Schallmayer 2013 kommissarisch die hessenARCHÄOLOGIE.
Seit 2016 ist Recker Landesarchäologe des Bundeslandes Hessen, seit 2018 zugleich stellvertretender Leiter des Landesamts für Denkmalpflege Hessen.
Im März 2021 wurde er zum Honorarprofessor für Archäologie des Mittelalters und der Neuzeit an der Johann Wolfgang Goethe-Universität Frankfurt am Main bestellt.

## Arbeitsschwerpunkte
Recker hat zahlreiche Grabungen in Hessen initiiert und durchgeführt. Darüber hinaus war er wiederholt im Verbund mit Dritten an Forschungsprojekten beteiligt oder hat eigene Vorhaben realisiert. Dazu gehören beispielsweise seine Grabungen einer hochmittelalterlichen Glashütte im nordhessischen Reinhardswald wie auch die Untersuchung der Wüstung Baumkirchen im Landkreis Gießen. Seine Schwerpunkte liegen in den Bereichen Siedlungs- und Wirtschaftsarchäologie des Mittelalters und der Neuzeit, Archäologie des 20. Jahrhunderts sowie Kulturlandschaftsforschung.

## Lehrtätigkeit
- 1996–2001: Rheinische Friedrich-Wilhelms-Universität Bonn, Institut für Vor- und Frühgeschichtliche Archäologie
- 2003–2010: Philipps-Universität Marburg, Seminar für Vor- und Frühgeschichte
- seit 2017: Johann Wolfgang Goethe-Universität Frankfurt a. M., Institut für Archäologische Wissenschaften, Abt. III: Vor- und Frühgeschichte

## Schriften (Auswahl)
Monographien / Sammelbände
- E. Pohl/U. Recker/C. Theune (Hrsg.), Archäologisches Zellwerk. Beiträge zur Kulturgeschichte in Europa und Asien. Festschrift für Helmut Roth zum 60. Geburtstag. Internationale Archäologie – Studia honoraria 16 (Rahden/Westf. 2001).
- V. Denzer/J. Hasse/K.-D. Kleefeld/U. Recker (Hrsg.), Kulturlandschaft: Wahrnehmung – Inventarisation – Regionale Beispiele. Fundberichte aus Hessen, Beiheft 4 (Wiesbaden 2005).
- Th. Büttner/P. Burggraaff/U. Recker/D. Söder, KuLaKomm – Kulturlandschaftsschutz auf der kommunalen Ebene. Managementplan für eine nachhaltige Entwicklung der Kulturlandschaft des Rheingau-Taunus-Kreises. Arbeitshefte des Landesamtes für Denkmalpflege Hessen 22 (Wiesbaden 2011).
- E. Schallmayer/U. Recker/S. Schade-Lindig (Hrsg.), Quer durch Hessen. Archäologie entlang der Ferngasleitung 83. Hessen Archäologie, Sonderband 1. (Stuttgart 2012).
- U. Recker/B. Steinbring/B. Wiegel (Hrsg.), Jäger – Bergleute – Adelige. Archäologische Schlaglichter aus vier Jahrtausenden. Festschrift für Claus Dobiat zum 65. Geburtstag. Internationale Archäologie – Studia honoraria 33 (Rahden/Westf. 2012).
- U. Recker/K.-D. Kleefeld/P. Burggraaff (Hrsg.), Kulturlandschaftsmanagement. Planung – Perspektive – Vermittlung. Fundberichte aus Hessen, Beiheft 9 (Wiesbaden 2017).
- U. Recker (Hrsg.), Iucundi acti labores. Festschrift für Egon Schallmayer anlässlich des 65. Geburtstags. Hessen Archäologie, Sonderband 5. (Stuttgart 2017).
- U. Recker/D. Davydov (Hrsg.), Archäologie und Recht II. Wohin mit dem Bodendenkmal? Fundberichte aus Hessen, Beiheft 11 (Wiesbaden 2018).

Aufsätze
- B. Päffgen/U. Recker, Untersuchungsmöglichkeiten im Rheinischen Braunkohlengebiet – Das Beispiel des Kirchspiels Lohn. In: RURALIA II. Památky Archeologické – Supplementum 11 (Prague 1998) 36–46.
- U. Recker, Dörfer im Tagebau. Anmerkungen zur archäologischen Siedlungsforschung im rheinischen Braunkohlenrevier am Beispiel des mittelalterlichen Kirchspiels Lohn. In: Siedlungsforschung. Archäologie·Geschichte·Geographie 17, 1999 (2000), 77–94.
- H. Roth/U. Recker/O. Keßler/W. Wijeyapala, The Godavaya Harbour Site. Report on the Excavations 1994–1997. In: Ancient Ruhuna. Sri Lankan – German Archaeological Project in the Southern Province. Vol. I. AVA-Materialien 58 (Mainz 2001) 291–326.
- U. Recker, Hochmittelalterliche Glasproduktion im Reinhardswald. Ein Beitrag zur Wirtschaftsarchäologie des nordhessischen Mittelgebirgsraumes. In: Berichte der Kommission für Archäologische Landesforschung in Hessen 7 (2002/2003), 2003, 229–245.
- U. Recker/Chr. Röder/C. Tappert, Multikausale Erklärungsmuster für mittelalterliche und frühneuzeitliche Be- und Entsiedlungsvorgänge im hessischen Mittelgebirgsraum. In: Berichte der Kommission für Archäologische Landesforschung in Hessen 8 (2004/2005) 177–213.
- U. Recker/M. Schefzik, Wirtschaftsarchäologie: Gegenstand – Methode – Forschungsstand. In: B. Kasten (Hrsg.), Tätigkeitsfelder und Erfahrungshorizonte des ländlichen Menschen in der frühmittelalterlichen Grundherrschaft (bis ca. 1000). Festschrift für Dieter Hägermann zum 65. Geburtstag. Vierteljahrschrift für Sozial- und Wirtschaftsgeschichte. Beihefte Nr. 184 (Stuttgart 2006) 267–286.
- U. Recker, Wüstungsbegriff und Wüstungsforschung im Kontext interdisziplinärer Kulturlandschaftsforschung. Mit einem Beitrag über das Forschungsprojekt »Multikausale Erklärungsmuster für mittelalterliche und frühneuzeitliche Be- und Entsiedlungsvorgänge im hessischen Mittelgebirgsraum« In: Siedlungsforschung. Archäologie·Geschichte·Geographie 24, 2006 (2008), 163–194.
- U. Recker/Chr. Röder, Changing the Face of Landscape: Reflections on Deserted Medieval Villages, the Founding of Cities and Early Industrialization in the German Low Mountain Ranges. In: I. Catteddu/P. de Vingo/A. Nissen Jaubert (Hrsg.), On the Road again. L´Europe en mouvement. Medieval Europe Paris 2007. 4° Congrès International d’Archéologie Médiévale & Moderne. Paris (France) 3–8 septembre 2007. Institut National d´Histoire de l´Art. Theme 2. Archaeology and Rural Landscape: Rural Settlements in their natural, economical and socal Environment (Genoa 2011) 157–168
- U. Recker, Die Jagd im Spiegel ornamentierter Bodenfliesen des Mittelalters. Dargestellt an ausgewählten Beispielen aus dem deutschsprachigen und angrenzenden Raum. In: U. Recker/B. Steinbring/B. Wiegel (Hrsg.), Jäger – Bergleute – Adelige. Archäologische Schlaglichter aus vier Jahrtausenden. Festschrift für Claus Dobiat zum 65. Geburtstag. Internationale Archäologie – Studia honoraria 33 (Rahden/Westf. 2012) 183–199.
- M. Karabaic/U. Recker, Kulturlandschaft als kommunales Thema. In: U. Recker/K.-D. Kleefeld/ P. Burggraaff (Hrsg.), Kulturlandschaftsmanagement. Planung – Perspektive – Vermittlung. Fundberichte aus Hessen, Beiheft 9 (Wiesbaden 2017) 303–314.
- P. Marter/R. Visser/P. Alders/Chr. Röder/M. Gottwald/M. Mank/St. Hubbard/U. Recker, The excavation of WWII RAF bomber, Halifax LV881-ZA-V. In: Journal of Conflict Archaeology, Vol. 12, 2017, Issue 1 (2018) 29–45. (DOI:10.1080/15740773.2017.1414423)
- U. Recker, Das Kirchspiel Lohn. Ein kurzer Überblick über das erste umfassende siedlungsarchäologische Projekt der Bodendenkmalpflege im rheinischen Braunkohlenrevier. In: M. Aufleger, P. Tutlies (Hrsg.), Das Ganze ist mehr als die Summe seiner Teile. Festschrift für Jürgen Kunow anlässlich seines Eintritts in den Ruhestand. Materialien zur Bodendenkmalpflege im Rheinland 27 (Bonn 2018) 215–224.

## Mitgliedschaften
- Verband der Landesarchäologien in der Bundesrepublik Deutschland (VLA),
- European Association of Archaeologists (EAA),
- Deutscher Verband für Archäologie (DVA),
- Deutsche Gesellschaft für Archäologie des Mittelalters und der Neuzeit (DGAMN),
- Kommission für Archäologische Landesforschung Hessen e.V. (KAL) – stellvertretender Vorsitzender,
- Römisch-Germanische Kommission (RGK) des Deutschen Archäologischen Instituts (DAI) – korrespondierendes Mitglied.